# Белінський Антон Олександрович
Антон Белінський (повне ім’я: Антон Олександрович Белінський, нар. 1987, Київ, Україна) — український митець, дизайнер і фотограф, засновник бренду Anton Belinskiy. Відомий своєю концептуальністю, Белінський поєднує у своїй творчості елементи вуличної культури, фольклору та християнства. Його роботи вирізняються альтернативною естетикою та глибоким культурним змістом, де одяг стає засобом художнього висловлювання. Наразі Антон Белінський живе і працює в Парижі, продовжуючи розвивати власну естетику в міжнародному контексті. 

## Біографія
Антон Белінський народився 19 квітня 1987 року в Києві. Він здобув освіту в Республіканській художній школі імені Тараса Шевченка, яку закінчив у 2006 році; вчився у Київському національному університеті технологій та дизайну у 2008 році. Через рік він запустив власний однойменний бренд одягу. Головним натхненням Антона є сім’я і родинні коди.

## Розвиток бренду Anton Belinskiy
- 2010 — Антон Белінський створює перші колекції та презентує їх у Києві.

- 2014–2015 — Антон робить покази у Києві, де його колекції привертають увагу завдяки відображенню соціальних і політичних тем.

- 2015 — потрапляє до списку номінантів  LVMH Prize, що стало проривом для українського дизайнера на світовій арені.[1][2]

- 2016 — презентація колекції в рамках  New York Fashion Week.

- 2016 — організація Антоном «One day Project».

Проєкт поєднав моду, музику, перформанс і сучасне мистецтво, і став альтернативою традиційним подіумним показам. Захід презентував нову колекцію бренду Anton Belinskiy в контексті живої взаємодії між митцями, молоддю та міським простором.
- 2017 — участь у  Венеційській бієнале.

У 2017 році Антон Белінський взяв участь у 57-й Венеційській бієнале в складі українського національного павільйону, центральним митцем якого виступив фотограф  Борис Михайлов.
- 2017–2020 — участь бренду у Паризькому тижні моди.

З 2017 року Антон Белінський регулярно бере участь у Paris Fashion Week, де представляє свої колекції двічі на рік — у рамках сезонів Весна/Літо (SS) та Осінь/Зима (FW). Його дебют на офіційному розкладі відбувся з колекцією AW17, а згодом дизайнер презентував колекції SS18, SS19, FW19, SS20 та FW20, поєднуючи елементи вуличної моди з традиційним українським одягом та сучасними технологіями виробництва.
- 2021 — Весна/Літо (SS21)

Колекція SS21 була представлена в Парижі у цифровому форматі у жовтні 2020 року. Через пандемію COVID-19 ця колекція, а згодом і FW21 були відзняті в Києві та записані на відео, які потім транслювали на PFW.
- 2021 — Осінь/Зима (FW21)

У березні 2021 року Белінський представив колекцію у вигляді лукбуку, знятого у лісі поблизу Києва. FW21 на Паризькому тижні моди, яка включала елементи, що відображають культурні коди різних країн світу у поєднанні з українською культурою.
- 2022 — Антон переїжджає до Парижа, де продовжує працювати над брендом у новому контексті — у співпраці з європейськими артистами, культурними фондами та платформами.

- 2022 — Антон представив відео «The Forest» у рамках  Liste Art Fair Basel, режисером якого є Вадим Худолій.

- 2022 — виставка сімейних фотографій «Roots» у Парижі.[9]

- 2024 — колаборація J.Kim x Anton Belinskiy Studio. Показ у Ташкенті.[10][11]

- 2024 — участь у виставці Art-Icon в Парижі, де Белінський презентував серію фотографій PAIS поряд з такими митцями, як  Девід Лінч та  Роджер Баллен.[12]

- 2025 — Виставка Фотопринтер у Парижі — колаборація Антона Белінського з Борисом Михайловим, у межах якої три серії Михайлова були представлені у форматі одягу (сорочки, футболки, хустки), поєднуючи моду і фотографію.

## Ідеї та вплив
Бренд Anton Belinskiy вирізняється глибоким критичним осмисленням реальності, сміливим використанням текстових елементів, слоганів, нетипових матеріалів і художніх прийомів. Проєкти дизайнера часто виходять за межі традиційного fashion-шоу, набуваючи форми перформансів, відео-арту чи інсталяцій.
У своїх інсталяціях Белінський нерідко звертається до християнських мотивів: образів ікон, речей, схожих на ризи, хусток, — поєднуючи їх з урбаністичним кодом сучасної людини. У колекціях він майстерно зливає спортивну моду та вуличну естетику із символікою, натхненною православною традицією, створюючи одяг як форму висловлювання надії та духовного оновлення. 
Роботи Антона виставлялися у Києві, у Нью-Йорку, Парижі, Берліні та Лондоні і публікувалися у провідних виданнях — Vogue , i-D, Dazed , Business of Fashion , The New York Times , Interview Magazine , 032с, Highsnobiety , Purple.fr тощо.
Прихильниками бренду є такі зірки як Дуа Ліпа, Розалія, Олівія Родрігес, Біг Шон, Міккі Бланко та інші.

## Громадянська позиція та благодійність
Під час повномасштабного вторгнення в Україну Белінський запустив благодійний проєкт футболки «Ukrainian passport x Free Ukraine» в колаборації з 032с, який зібрав більше 50 тис. євро на підтримку мирного населення України.
За час існування проєкту, весь прибуток з продажу був переданий у благодійні організації на підтримку українців, які постраждали від окупації. 